# Танка
Танка або «Коротка пісня» (яп. 短歌), — п'ятивірш, що складається із чергування п'яти- та семискладових рядків (5—7—5—7—7). Заключні, завершальні рядки танка називаються аґеку.
Одиницею віршового метра у танка вважається склад, велике значення надається музичній тональності.
Танка виникла у японській поезії у VIII ст., досягла розквіту в IX—X ст., ставши класичною строфічною формою, тоді як інші зникли (нагаута, седока тощо), розкрила свої можливості у творчості «шести безсмертних» ліриків (Наріхірі, Коматі, Гендзьо, Ясу-хіде, Кісена та Куронусі). Відомим майстром танки XII ст. був Сайгьо.
Танка з часів епохи Хейан зазнавала постійної модифікації, нині вона посідає одне з чільних місць у новітній японській поезії (Масаока Сікі, Йосано Теккан, Ісікава Такубоку та ін.) нарівні з новою віршовою тенденцією «сінтай-сі» («вірші нової форми»).
Приклад танка з доробку Ісікави Такубоку в перекладі Г. Туркова:
Раптом захотілося — : чого б це? — : поїздом поїхати.
От з поїзда зійшов — : а йти нема куди.